# Frente de Kursk
El frente Kursk fue un frente del Ejército Rojo durante la Segunda Guerra Mundial. 
Se estableció el 23 de marzo de 1943, siguiendo una directiva de la Stavka del 19 de marzo al reorientar el cuadro de mando del frente de reserva para defender el sector más occidental del saliente de Kursk. Consistía en el 38.º Ejército, el 60.º Ejército y el 15.º Ejército del Aire, con otro ejército de campo por asignar, probablemente el 63.º o el 66.º. El coronel general, Max Reiter, fue designado al mando, con el mayor general, Iván Susaikov, como miembro del consejo militar y el teniente general, Leonid Sandalov, como Jefe de Estado Mayor.
El nuevo frente duró muy poco. Otra directiva de la Stavka del 24 de marzo transformó este frente en el nuevo frente Oriol, que se establecería el 27 de marzo. Asimismo, el 60.º Ejército fue transferido al frente central y el 38.º al Frente de Vorónezh. Finalmente, el 28 de marzo, se ordenó cambiar el nombre del frente Oriol a Frente de Briansk.